# Мира Лехчанска
Мира Богомирова Лехчанска, позната в по-ранното си творчество и като Мира Йовчева (6 септември 1929 – 2012) е български художник, живописец, илюстратор и портретист.

## Биография
Родена е в София, в семейство на художници. Баща ѝ Богомир Ц. Лехчански е художник от Кюстендил. Майка ѝ Елена К. Грънчарова от София е живописец и известен български портретист.
Завършва ВИИИ „Н. Павлович“ в София през 1952 г. специалност монументална живопис, в класа на проф. Георги Богданов.
Работи в областта на живописта и илюстрацията. Участва в много общи и национални изложби в България и в чужбина. Прави и много самостоятелни. Първата си самостоятелна изложба прави в Пловдив през 2005 година.
Нейни илюстрации са представяни на международни форуми за детска книга, един от които е биеналето в Болоня, Италия. Във връзка с работата си посещава и Германия, Югославия, Австрия и Унгария.
Получава многократно награди и поощрения от различни конкурси за илюстриране на книги, както и за живопис. Нейни творби се намират в НХГ, СГХГ, окръжните галерии в страната, Пловдив, Пещера, галерии и частни колекции в САЩ, Италия, Германия.